# فاطمه بیگم
فاطمه بیگم (انگلیسی: Fatma Begum؛ ۱۸۹۲ – ۱۹۸۳) یک هنرپیشه، کارگردان فیلم، فیلم‌نامه‌نویس و تهیه‌کننده اهل هند بود.
وی کارش را در بازی در تئاتر به زبان اردو آغاز کرد و سپس به سینما رو آورد و در سال ۱۹۲۲ در یکی از فیلم‌های صامت اردشیر ایرانی بازی کرد.
او را نخستین کارگردان زن در سینمای هند می‌دانند. وی نخستین فیلم خود را به نام «بلبل پارستان» در سال ۱۹۲۶ کارگردانی کرد.